# Saint John, Barbados
Saint John este una din cele unsprezece parohii ale statului caraibian Barbados. Aici se află școala secundară "The Lodge School", se află mai multe districte cum ar fi Ashford și Kendal, dar și Biserica Parohiei care este orientată spre Oceanul Atlantic, datorită poziției pe care o are față de Stânca lui Hackleton.

## Atracții turistice
Ashford Bird Park este un mic sanctuar pentru păsări și animale care se întinde pe aproximativ 197 de acri.

## Parohii vecine
- Saint George - Vest
- Saint Joseph - Nord
- Saint Philip - Sud-est